# Bukowina-Blindmaus
Die Bukowina-Blindmaus (Spalax graecus) ist ein in Osteuropa verbreitetes Nagetier in der Unterfamilie der Blindmäuse. Die Population galt bis in die späten 1960er Jahre als Synonym der Ostblindmaus (Spalax microphthalmus). Eine Population im Süden Rumäniens wird entweder zu dieser Art gerechnet oder mit dem wissenschaftlichen Namen Spalax istricus als Art geführt.

## Merkmale
Registrierte Kopf-Rumpf-Längen sind 217 bis 280 mm und das Gewicht liegt bei 415 bis 700 g. Ein Schwanz ist nicht vorhanden. Das weiche und lange Fell hat oberseits eine gelbbraune Farbe, während die Unterseite grau oder graubraun ist. Verglichen mit nahe verwandten Blindmäusen weicht die Position des Nasenbeins in Bezug auf das Zwischenkieferbein ab. Der diploide Chromosomensatz dieser Art enthält 62 Chromosomen (2n=62). Wie bei anderen Vertretern der Gattung Spalax sind die Augen funktionslos, da sie unter einer Haut liegen.

## Verbreitung
Diese Blindmaus hat drei voneinander getrennte Population in Rumänien sowie in angrenzenden Gebieten von Moldawien und der Ukraine. Sie hält sich im Flachland und in Mittelgebirgen auf. Die Art lebt in halbtrockenen Steppen, auf Weiden, auf anderen Grasflächen, auf Feldern sowie in Obstplantagen. Die Bukowina-Blindmaus hält sich von sehr trockenen Landschaften fern.

## Lebensweise
Die Exemplare leben meist einzelgängerisch und graben komplexe Tunnelsysteme. Diese bestehen aus Gängen zur Nahrungssuche, die etwa 20 bis 35 cm unter dem Grund liegen, aus Wohnkammern, aus Vorratskammern und aus Latrinen. Die Kammern liegen gewöhnlich bis zu einem Meter tief und in Ausnahmefällen bis zu 3,5 Meter tief. In der Vergangenheit teilten sich bis zu 23 Individuen einen Hektar. Neuere Zählungen ergaben eine Populationsdichte von bis zu zwei Exemplaren pro Hektar.
Die Bukowina-Blindmaus frisst hauptsächlich unterirdische Pflanzenteile wie Wurzeln, Knollen und Zwiebeln. Unter anderem konnten Kleines Mädesüß, Gemeine Schafgarbe, Mittlerer Wegerich, Kriech-Quecke, Echter Beinwell und Gemeine Wegwarte als Nahrungspflanzen registriert werden. Der angelegte Vorrat erreicht ein Gewicht von 0,4 bis 12 kg.
Die Paarung findet zwischen Januar und März statt. Danach erfolgt die Geburt der zwei bis vier Nachkommen im März oder April. Die Neugeborenen wiegen 18 bis 20 g und sie erhalten etwa drei Wochen Muttermilch. Noch vor dem Juni sind alle Jungtiere selbstständig. Weibchen können sich im zweiten Lebensjahr erstmals Fortpflanzen.
Die Blindmaus kann von Füchsen und Mardern ausgegraben und gefressen werden. Sie fällt gelegentlich Greifvögeln zum Opfer, wenn sie ihren Bau verlässt.

## Gefährdung
Die IUCN nimmt an, dass der Bestand, wie bei der Westblindmaus (Nannospalax leucodon), durch intensive Landwirtschaft negativ beeinflusst wird. Sie listet die Art als gefährdet (vulnerable), da das Verbreitungsgebiet kleiner als 500 km² ist und sich durch Intensivierung der Landwirtschaft verkleinert.